# Kōta, Aichi
Kōta (幸田町 Kōta-chō) là thị trấn thuộc huyện Nukata, tỉnh Aichi, Nhật bản. Tính đến ngày 1 tháng 10 năm 2020, dân số ước tính thị trấn là 42.449 người và mật độ dân số là 750 người/km2. Tổng diện tích thị trấn là 56,72 km2.

## Địa lý

### Đô thị lân cận
- Aichi
  - Okazaki
  - Gamagōri
  - Nishio

## Giao thông

### Đường sắt
JR Central - Tuyến Tōkaidō chính
- Sangane • Kōda • Aimi

### Đường bộ
- Quốc lộ 23
- Quốc lộ 248